# Eustaquio Pastor Cuquejo Verga
Pour les articles homonymes, voir Verga.
Eustaquio Pastor Cuquejo Verga, né le 20 septembre 1939 à San Estanislao et mort le 22 août 2023 à Asuncion, est un archevêque catholique paraguayen.

## Biographie
En 1964, Eustaquio Pastor Cuquejo Verga est nommé supérieur des Rédemptoristes du Paraguay. 
Le 27 juin 1982, il est nommé évêque auxiliaire d'Asuncion et évêque titulaire de Budua (de). Il est ensuite nommé tour à tour prélat du Haut-Parana (1990), ordinaire militaire du Paraguay et évêque titulaire d'Aufinium (de) (1992) puis archevêque d'Asunción.
En 2014, il est accusé publiquement d'être homosexuel par Mgr Rogelio Livieres Plano, évêque de Ciudad del Este, ce qui provoque un important scandale au Paraguay. Mgr Pastor Cuquejo conserve cependant quelques mois sa charge épiscopale, tandis que Mgr Livieres Plano est révoqué. Mgr Pastor Cuquejo prend sa retraite le 6 novembre 2014.